# Quincey Daniels
Quincey Daniels (* 4. August 1941 in San Diego) ist ein ehemaliger US-amerikanischer Boxer.
Daniels war 1959 US-amerikanischer Meister im Leichtgewicht (-60 kg). Im Jahr darauf nahm er im Halbweltergewicht (-63,5 kg) an den Olympischen Spielen in Rom teil und erreichte nach Siegen über Alexander Mitsev, Bulgarien (5:0), Bobby Kelsey, Vereinigtes Königreich (4:1), und Sayed El-Nahas, Ägypten (5:0), das Halbfinale. In diesem stand ihm der spätere Olympiasieger Bohumil Němeček, Tschechoslowakei, gegenüber, dem er mit 5:0 Richterstimmen unterlag. Nach zwei Militärweltmeistertiteln 1961 und 1963 und einer Bronzemedaille bei den Panamerikanischen Spielen 1963 beendete Daniels vorerst seine Karriere. 1970 kehrte Daniels in den Ring zurück und wurde nochmals US-amerikanischer Meister im Halbweltergewicht. Seine anschließende Profikarriere war nicht von Erfolg gekrönt.